# Porojno
Porojno (bulgariska: Поройно) är ett distrikt i Bulgarien.   Det ligger i kommunen Obsjtina Dulovo och regionen Silistra, i den nordöstra delen av landet, 300 km öster om huvudstaden Sofia.
Trakten runt Porojno består till största delen av jordbruksmark. Runt Porojno är det ganska glesbefolkat, med 48 invånare per kvadratkilometer.